# Helmer Mörner
Helmer Fredrik Gustafsson Mörner (* 8. Mai 1895 in Göteborg, Schweden; † 5. Januar 1962 in Uppsala, Schweden) war ein schwedischer Vielseitigkeitsreiter. Er nahm mit seinem Pferd Germania an den Olympischen Sommerspielen 1920 in Antwerpen teil und errang dort in der Vielseitigkeit sowohl im Einzel- als auch im Mannschaftswettkampf die Goldmedaille. 